# Емма Браммер
Емма Браммер (англ. Emma Brammer) —співачка, автор пісень, учасниця жіночої групи Roxys і бек-вокалістка (Газ Кумбс, Ноел Ґаллагер, Пайні Гір).
Часто її приємний вокал чути в треках стилю ню-диско Satin Jackets і Blank & Jones, а також співпрацювала із продюсером Беном Макліном, для створення душевний композицій.